# Proarticulata
Embranchement
Familles de rang inférieur
- † Vendiamorpha Fedonkin, 1985
  - † Vendiidae Ivantsov (dénomination préliminaire) en remplacement de Vendomiidae Keller, 1976
- † Dipleurozoa Harrington et Moore, 1955
  - † Dickinsoniidae 
Harrington et Moore, 1955
- † Cephalozoa Ivantsov (dénomination préliminaire)
  - † Yorgiidae Ivantsov, 2001
  - † Sprigginidae

Les proarticulés (Proarticulata) sont un embranchement éteint comprenant les premiers animaux à symétrie bilatérale de la faune édiacarienne, c'est-à-dire datant principalement de l'Édiacarien, il y a environ entre 575 et 540 Ma (millions d'années).
Mikhaïl Fedonkine décrit les proarticulés comme des animaux marins de petite taille, ayant une forme de bouclier, une fine carapace flexible et non minéralisée, et un corps épais segmenté. Dans ce cas, la symétrie bilatérale s'étend à une symétrie décalée permettant aux racines des segments de s'intercaler les unes entre les autres. Fédonkine suggère que les proarticulés pourraient être des ancêtres des chordés.

## Étymologie
Le nom de proarticulés indique qu'ils ont vécu avant l'apparition des animaux dits « articulés », c'est-à-dire segmentés comme les annélides et les arthropodes.

## Morphologies
Trois grands types de morphologies définissent les trois principales classes de proarticulés (dessins d'Alexeï Nagovitsyne) :

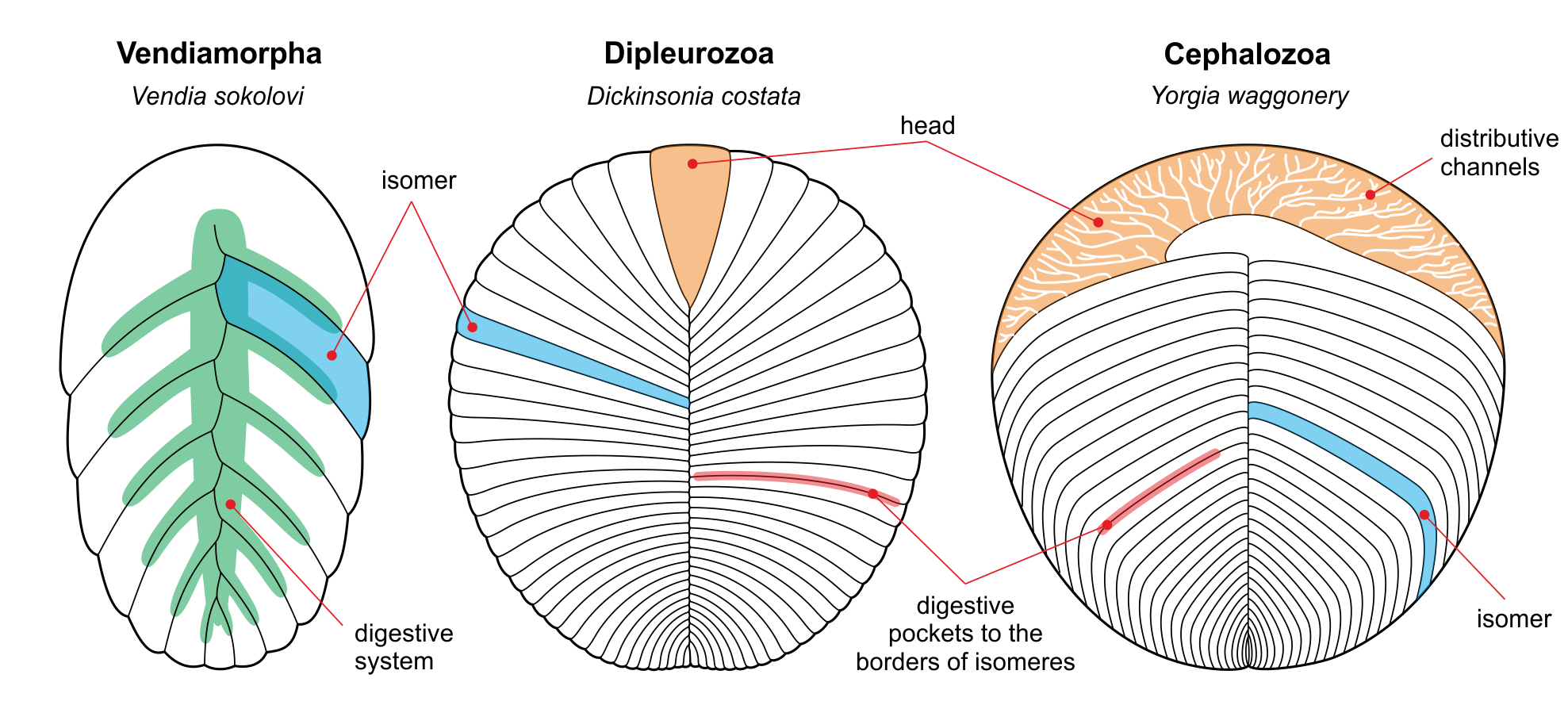
Exemples des principales classes de l'embranchement des Proarticulata.
Reconstitution d'un Vendiomorphe (Vendia sokolovi), d'un Dipleurozoaire (Dickinsonia costata) et d'un Cephalozoaire (Yorgia waggoneri).

## Liste des Proarticulata

### Animaux fossiles (paléontologie)
- Armillifera Fédonkine, 1980[2]

A. parva Fédonkine, 1980
- Andiva Fédonkine, 2002[3]

A. ivantsovi Fédonkine, 2002
- Archaeaspinus Ivantsov, 2007[4] (=Archaeaspis Ivantsov, 2001)[5]

A. fedonkini Ivantsov, 2001
- Chondroplon Wade, 1971 (possible =Dickinsonia)

C. bilobatum Wade, 1971
- Cyanorus Ivantsov, 2004[6]

C. singularis Ivantsov, 2004
- Dickinsonia Sprigg, 1947

D. costata Sprigg, 1947
D. lissa Wade, 1972
D. menneri Keller 1976 (=Vendomia menneri Keller 1976)
D. tenuis Glaessner et Wade, 1966
- Ivovicia Ivantsov, 2007[4]

I. rugulosa Ivantsov, 2007
- Karakhtia Ivantsov, 2004

K. nessovi Ivantsov, 2004
- Lossinia Ivantsov, 2007[4]

L. lissetskii Ivantsov, 2007
- Marywadea Glaessner, 1976

M. ovata Glaessner et Wade, 1966
- Onega Fédonkine, 1976[4],[7]

O. stepanovi Fédonkine, 1976
- Ovatoscutum Glaessner et Wade, 1966

O. concentricum Glaessner et Wade, 1966
- Paravendia Ivantsov, 2004[5],[6]

P. janae Ivantsov, 2001 (=Vendia janae Ivantsov, 2001)
- Podolimirus Fédonkine, 1983

P. mirus Fédonkine, 1983
- Praecambridium Glaessner et Wade, 1966

P. siggilum Glaessner et Wade, 1966
- Spriggina Glaessner, 1958

S. floundersi Glaessner, 1958
- Tamga Ivantsov, 2007[4]

T. hamulifera Ivantsov, 2007
- Valdainia Fédonkine, 1983

V. plumosa Fédonkine, 1983
- Vendia Keller, 1969[5],[6]

V. sokolovi Keller, 1969
V. rachiata Ivantsov, 2004
- ? Windermeria Narbonne, 1994

W. aitkeni Narbonne, 1994
- Yorgia Ivantsov, 1999[9]

Y. waggoneri Ivantsov, 1999

### Traces fossiles (paléoichnologie)
- Epibaion Ivantsov, 2002[10],[11]

E. axiferus Ivantsov, 2002.
E. waggoneris Ivantsov, 2011. Trace  de Yorgia  waggoneri
E. costatus Ivantsov, 2011.  Trace de Dickinsonia costata
- Phyllozoon Jenkins et Gehling, 1978[11]

P. hanseni Jenkins et Gehling, 1978

## Galerie de photos de proarticulés

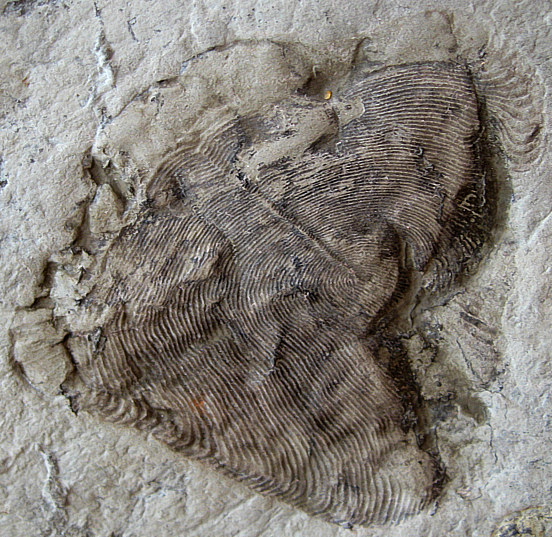
Andiva ivantsovi.
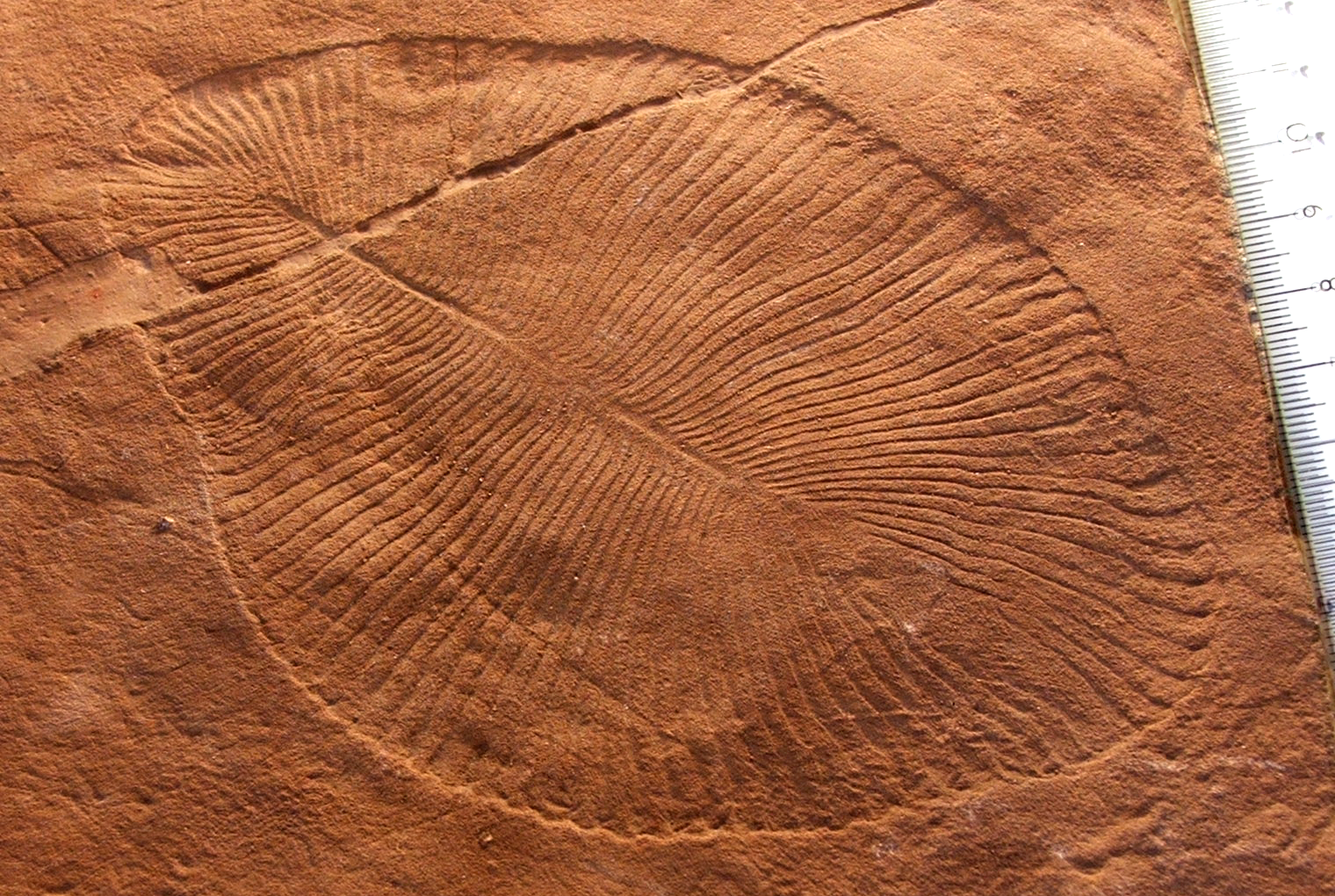
Dickinsonia costata.
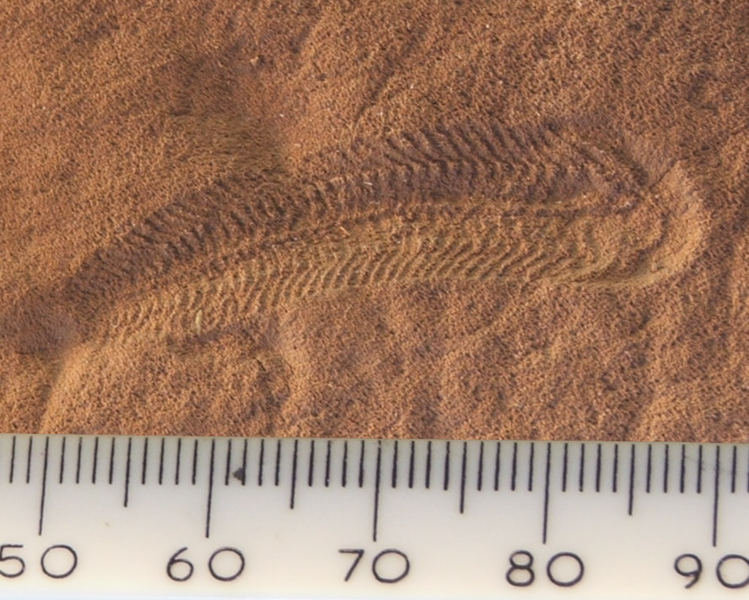
Spriggina floundensi.
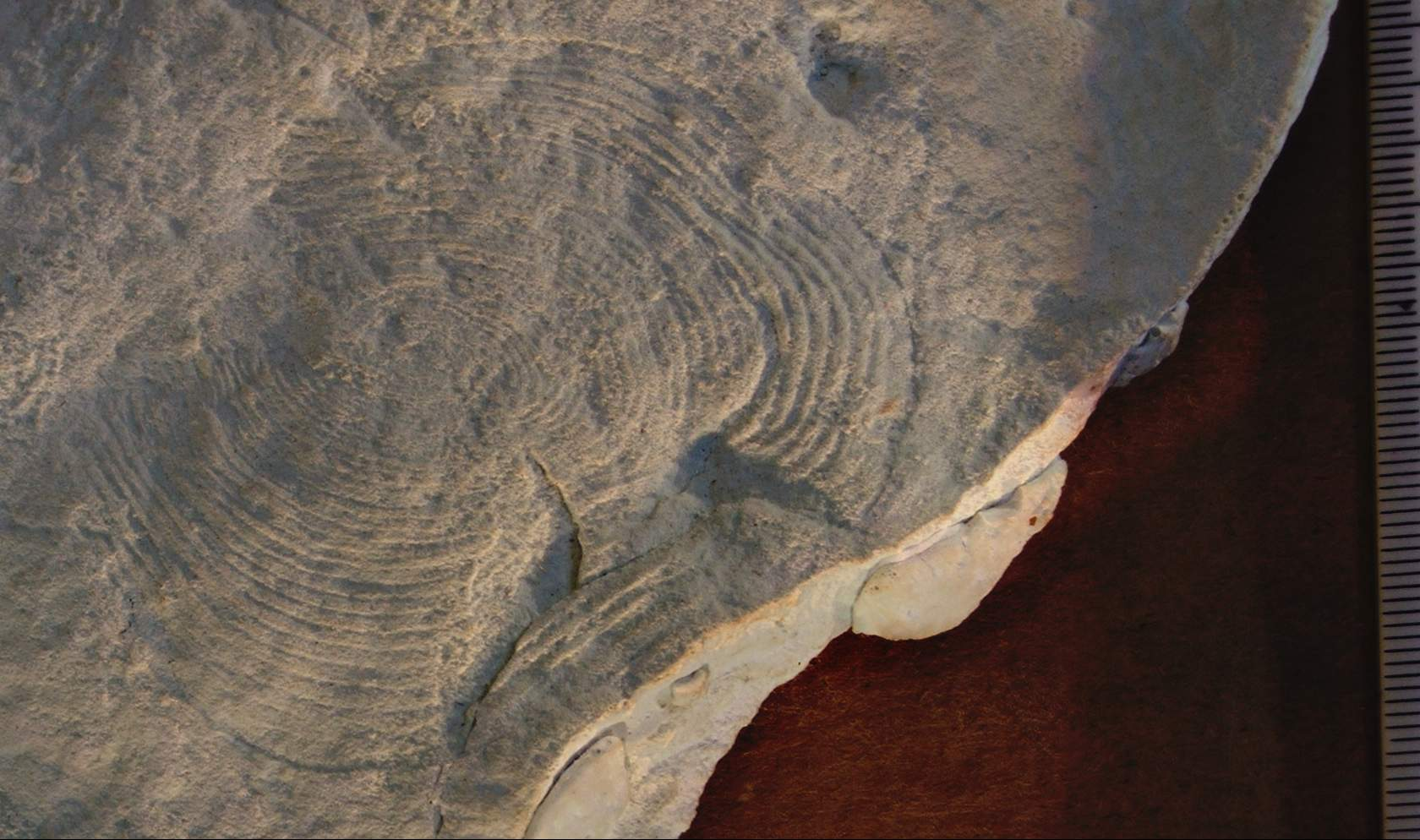
Ovatoscutum concentricium.
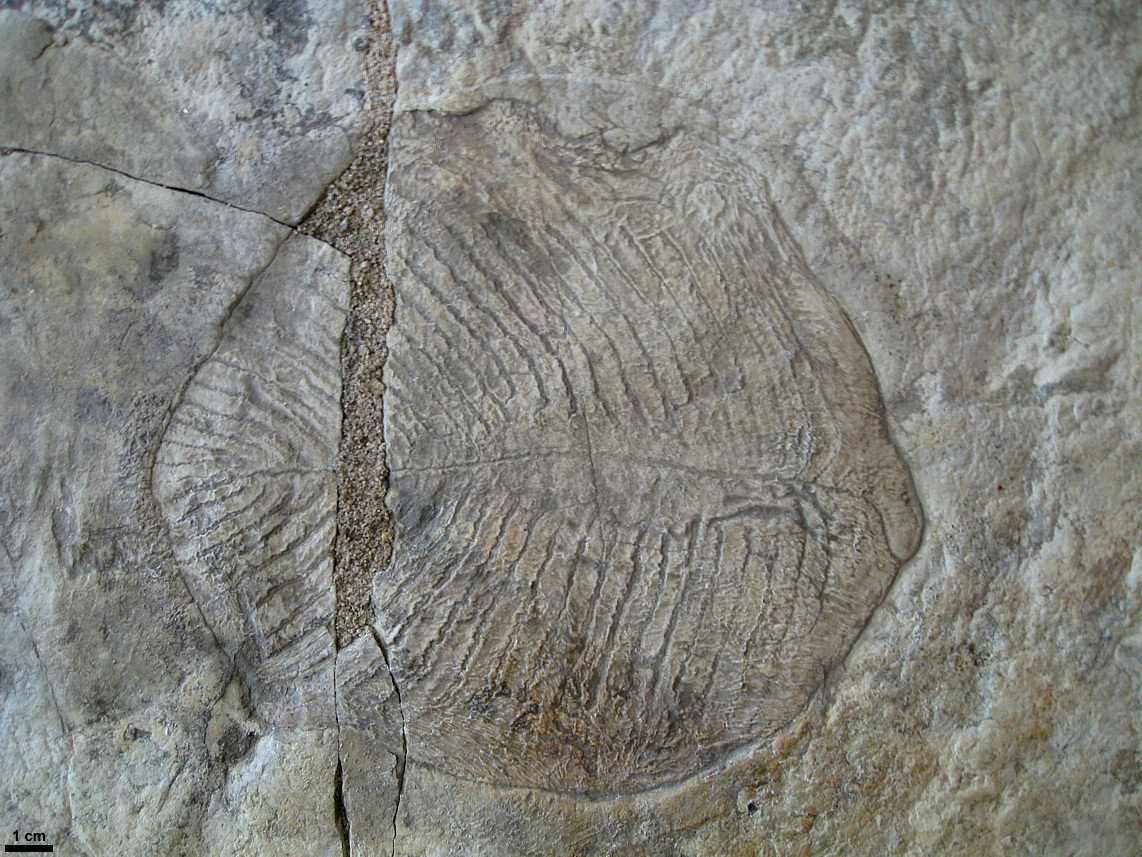
Yorgia waggoneri.